# The Machine
The Machine è un film del 2013 diretto da Caradog W. James.
Il film, ambientato nel futuro, narra la storia di due scienziati impegnati nella creazione di una intelligenza artificiale e combattuti tra le crudeli esigenze della committenza militare e la propria coscienza. È stato presentato al Tribeca Film Festival del 2013.

## Trama
Nel pieno di una futura guerra fredda con la Cina, la squadra guidata dallo scienziato Vincent McCarthy, in un laboratorio segreto finanziato dal ministero della difesa britannico, ha già sperimentato felicemente impianti a livello cerebrale su reduci di guerra gravemente feriti. I risultati sono eccezionali dal punto di vista motorio ma resta qualche problema soprattutto legato al fatto che, a distanza di poco tempo dall'operazione, questi esseri bionici, chiamati "impianti", perdono l'uso della parola.
Nella base inoltre è presente una cosa fino ad allora considerata solamente immaginiaria: il Computer Quantico, attraverso cui McCharty sa di poter raggiungere l'apparente obbiettivo del suo progetto, cioè giungere alla creazione di una intelligenza artificiale che permetta di realizzare un androide da infiltrare nelle linee nemiche, per poi sterminare le minacce estere dal loro interno.
McCarthy conosce la brillante scienziata Ava e la convince ad unirsi alla sua squadra dopo averle fatto capire dei mezzi pressoché illimitati di cui dispongono. La ragazza ha una coscienza antimilitare che subito mal si concilia con i suoi superiori. Così, quando McCarthy le svela che il suo impegno nel programma militare copre la reale finalità di trovare una cura per la Sindrome di Rett, di cui è affetta sua figlia Mary, Ava dà il suo pieno appoggio.
A scanso di problemi futuri, il capo del progetto, Thomson, fa uccidere la scomoda Ava. Vincent è scosso dalla cosa ma riesce poi a convincere i superiori ad utilizzare la scansione del cervello della scienziata per costruire il tanto atteso androide, che avrà anche le sembianze della collega uccisa.
L'androide è perfetto e si lega da subito a McCarthy che, dopo un primo incidente, le ordina di non usare la sua superforza per uccidere. Dopo averla osservata da vicino, l'uomo nota come essa sia in grado di provare emozioni, accumulare ricordi ed elabolarli fino a ottenere quella che, di fatto, è una vera e propria coscienza. Questo è un risultato non previsto, ma comunque straordinario. Thomson però ha altri piani e ordina allo scienziato di rimuovere dal cervello dell'androide proprio la parte contenente la personalità e la coscienza, volendo usare l'androide per scopi bellici. Inizialmente McCarthy rifiuta, ma sotto la minaccia di vedere cancellate le scansioni cerebrali della figlia, appena morta, accetta di proseguire.
Ad operazione completata, Thomson non rispetta l'accordo e comunica che intende distruggere Mary comunque, ma prima di riuscirci scopre che la capsula estratta dal cervello dell'androide era solo il GPS, necessario per attivarne l'autodistruzione.
L'androide dà quindi inizio alla rivolta di tutti gli "impianti", coi quali è capace di dialogare in quanto essi non sono mai stati muti: l'apparente perdita della parola era dovuta alla nascita di un nuovo linguaggio, che solo l'androide e chi possiede un impianto è in grado di capire. Thomson cerca di disattivarli, ma è fermato dall'assistente Suri (anche lei dotata di un impianto) e poi è raggiunto dall'androide che, nel rispetto dei principi di Vincent, non lo uccide ma, come vendetta, lo lobotomizza. Nel frattempo McCarthy libera gli altri reduci tenuti prigionieri, con cui distrugge il Computer Quantico.
Prima di andarsene, l'androide recupera dal database le scansioni di Mary e, come ultimo gesto, propone a Vincent di farsi sovrascrivere dalla coscienza della bambina, in modo che essa possa tornare a vivere, ma lui rifiuta: l'androide in futuro sarà molto più importante per Mary di quanto lui sarà mai, quindi ha deciso di non sacrificare più nessuno.
Fuggiti, McCarthy e l'androide vivono insieme a Mary, che vive attraverso un software collegato alle sue registrazioni cerebrali, in un posto lontano vicino al mare.

## Produzione
Il film, girato prevalentemente in Galles ha avuto un budget di solo un milione di sterline. Caity Lotz, ballerina ed esperta di arti marziali, non ha avuto bisogno di stuntman.